# Francisco Vázquez Cores
Francisco Vázquez Cores (Ferrol, 1848 - Montevideo, 1914) fue un maestro, escritor, editor y librero español de destacada actuación en la educación pública uruguaya, siendo uno de los pioneros de la reforma vareliana.

## Biografía
Vázquez Cores llegó en 1875 a Montevideo y pocos años después se integró al grupo de maestros que apoyaron el proyecto pedagógico de José Pedro Varela, quien impulsó una reforma que proponía una educación pública laica, gratuita y obligatoria.
En 1879 contribuyó a la fundación del Centro Gallego de Montevideo. De vocación abolicionista, se opuso a la esclavitud en las colonias españolas de las Antillas, participando en campañas que tuvieron fuerte repercusión en el Río de la Plata.
En su rol como maestro, fue el redactor de una treintena de manuales escolares de idioma español, historia, geografía, caligrafía, zoología, entre otros, los cuales se publicaron entre 1885 y 1913 y fueron usados por los escolares uruguayos por varias décadas. Durante muchos años integró los tribunales de concurso y examinadores para maestros.
Editó las obras completas de Francisco Acuña de Figueroa en 1890, aunque esta tarea le terminó reportando un importante fracaso comercial. No obstante estas ediciones fueron las únicas circulantes del poeta por más de 50 años. Como editor también sufrió varias perdidas económicas más hasta que terminó arruinado.
Falleció en abril de 1914 en el Hospital Español de Montevideo.
Una calle en el barrio montevideano de Villa Española lleva su nombre.

## Obra
- Geografía de la República Oriental del Uruguay (1913)
- Geografía de Europa: con nociones de historia de todas y cada una de sus naciones (1903)
- Geografía de Asia (1903)
- Cartilla geográfica de la República Oriental, con datos hasta el día (1902)
- Qué letra debe enseñarse en la escuela primaria (1901)
- Los mamíferos primeros (1901)
- Libertad de textos (1901)
- Reglas de escritura
- Geografía de la República O. del Uruguay (1899)
- Los mamíferos primeros (1897)
- Los artrópodos (1897)
- Las aves segundas... arreglado a los carteles de historia natural de Schreiber y de Johnston (1896)
- Instrucciones para la enseñanza de los cuadernos de escritura inglesa, redonda gótico-alemana y gótico inglesa (1894)
- Reptiles y anfibios con la clasificación más moderna (1891)
- Las aves (1890)
- Los peces
- Geografía de Europa, con nociones de historia de todas y cada una de sus naciones (1889)
- Jeografía de América (1888)
- Los suelos de los maestros (1888)
- Geografía de Norteamérica, con nociones de historia (1888)
- Geografía de la República Oriental del Uruguay (1887)
- Geografía de África (1887)
- Cartilla jeográfica de la República Oriental del Uruguay (1887)
- Zoología (sic) popular con la clasificación más moderna (1886)
- Geografía razonada de 2° grado: escrita y arreglada estrictamente al Programa de las escuelas (1886)
- Geografía de Asía, continuación de la Geografía razonada (1886)
- Geografía de América y Europa, 3ra. parte de la "Geografía razonada" (1886)
- Zoología popular con la clasificación más moderna (1885)